# Itu (miasto)

Herb miasta Itu

Itu – miasto brazylijskie leżące w stanie São Paulo. W roku 2004 miasto, którego powierzchnia wynosi 641,68 km², zamieszkiwało 149 758 mieszkańców.
Miasto w 1610 roku założył Domingos Fernandes.
W mieście ma siedzibę klub piłkarski Ituano FC.